# Batalla de Salina Rica
La Batalla de Salina Rica fue un enfrentamiento militar sucedido el 7 de septiembre de 1822 en el contexto de la Guerra de Independencia de Venezuela. 

## Batalla
Tras su derrota en la batalla de Carabobo, el 24 de junio de 1821, los realistas quedaron reducidos a sus plazas fuertes de Cumaná y Puerto Cabello, la primera cayo rápidamente, el 14 de octubre después de un largo asedio, pero desde la segunda el brigadier Francisco Tomás Morales zarpó dos veces a intentar tomar Maracaibo. Para esto contaba con un ejército de 3.000 hombres en Puerto Cabello.
La primera vez, el 22 de febrero de 1822, un ejército al mando de su lugarteniente, el teniente coronel Lorenzo Morillo, navegó hasta el golfo de Alto Gracia, pero fueron derrotados el 24 de abril por 1.000 venezolanos y 250 irlandeses de la Legión británica al mando del mayor Tomás Ferrier enviados por el gobernador de Maracaibo, contraalmirante Lino de Clemente, viéndose Morillo forzado a capitular. Unos 1.000 prisioneros son enviados a Cuba. Al mismo tiempo, durante marzo y abril Puerto Cabello sufrió de un bloqueo naval y terrestre. Morales, en cambio, estaba en campaña en Coro contra Carlos Soublette, a quien venció en Dabajuro.
La segunda se inició el 24 de agosto cuando Morales con 1.200 a 1.650 hombres, desembarcó en Cojoro (actual Municipio Guajira), empezando a reclutar todos los hombres de la región que pudo, y desde ahí avanzó a Maracaibo. Según Clemente, se enteró a las 18:00 horas del 29 de agosto de que venían a atacarlo. Para entonces, la guarnición republicana se componía de 500 hombres, casi todos reclutas, de los que se envió un centenar al castillo de San Carlos de la Barra y otro tanto a Sinamaica. En la ciudad quedaron 300, por lo que se pidieron auxilios a Casicure, Sasárida y la serranía, así que a las 09:00 del 5 de septiembre llegaron 150 soldados del batallón Caracas desde Sasárida, aunque por la difícil marcha de 5 días otros 100 venían retrasados. También se les sumaron 50 artilleros armados con fusiles y 50 paisanos.
El 2 de septiembre, Morales tomó Sinamaica y el día 7 se enfrentó con Clemente en Salina Rica, a quien derrotó pudiendo entrar en Maracaibo, pero el sargento mayor Natividad Villamil que comandaba la guarnición patriota de la Barra se negó a rendirse por lo que la fortaleza fue tomada por asalto por Morales al día siguiente.
Al enterarse de esto, el general Mariano Montilla envió una fuerza de 1.000 infantes y 300 jinetes desde Cartagena de Indias a recuperar Maracaibo pero fue vencida en Garabulla el 13 de noviembre, tras lo cual Morales también reconquistó Coro, el 3 de diciembre.